# Thais Russomano
Thais Mendonça de Lima Adures (Russomano) MD, MSc, PhD (Porto Alegre, 25 de septiembre de 1963) es una médica brasileña e investigadora especializada en medicina aeroespacial. Es fundadora y coordinadora del Centro de Microgravedad en la Universidad PUCRS, Porto Alegre, Brasil, establecido en 1999 como el primer centro educativo y de investigación en Ciencias de la Vida Espaciales, de América Latina. Es profesora asociada en Escuelas de Medicina, Ciencias aeronáuticas, e Ingeniería (programa de maestrías) en la PUCRS, profesora visitante en la King's College de Londres, y científica invitada en el Centro Aeroespacial Alemán (acrónimo en alemán (DLR), en Colonia (Alemania).

## Biografía
Russomano creció en la ciudad de Pelotas en el sudeste de Brasil y estudió medicina a partir de los 16 años en la Universidad Federal de Pelotas, graduándose en 1985. Luego se perfeccionó cuatro años en el Programa de Residencias de Medicina Interna, en el Hospital de Clínicas, de Porto Alegre, Brasil.

### Carrera académica
Con el fin de seguir una carrera en medicina aeroespacial, Russomano tuvo que buscar fuera de su país natal, Brasil ya que no había ese tipo de cursos disponibles a nivel nacional. En 1991 completó su M.Sc. en esa área médica por la Wright State University, Ohio, EE. UU; realizando la defensa de su tesis: Gender Differences in Subjective Evaluation of Cognitive Performance Changes During Sleep Deprivation (Las diferencias de género en la evaluación subjetiva de los cambios de rendimiento cognitivo durante la privación del sueño). Al año siguiente, 1992, Russomano completó el Curso de Entrenamiento de Cirugía de vuelo de NASA en el Centro Espacial Lyndon B. Johnson, en Houston, Texas, EE. UU. 
Los años entre 1994 hasta 1998 por los que pasó en el Kings College de Londres, convirtiéndose en la primera persona en completar un doctorado en fisiología respiratoria espacial, bajo la tutoría del vice brigadier John Ernsting CB OBE FRCP FFOM FRAeS. Después de eso, dedicó un año al trabajo en el Centro Aeroespacial Alemán, de Colonia, Alemania antes de regresar a Brasil y se crea el Centro de Microgravedad en 1999. Completó un nuevo período de investigación postdoctoral en Ciencias de la Vida espacial en el King's College en 2007.

## Investigaciones
La Dra. Russomano tiene como principales áreas de investigación el desarrollo de proyectos relacionados con la medicina aeroespacial, biomedicina aeroespacial, ingeniería aeroespacial biomédica, y telemedicina. Estos estudios incluyen experimentos realizados en simulación de condiciones de hipergravedad, hipogravedad, microgravedad a través de vuelos parabólicos.

### Selección de temas tratados
- Desorientación espacial con el uso de la rotativa silla Bárány
- Hipoxia
- Medicación farmacológica y empaquetado en condiciones de microgravedad simulada
- Biomecánica y fisiología del ejercicio en ambientes como naves espaciales o superficies planetarias
- Adaptación humana a ambientes espaciales y subsecuente readaptación a la tierra post vuelo
- Estudios de cámara hiperbárica y cámara hipobárica
- Estudios de resucitación cardiopulmonar en ambientes simulados espaciales
- Cajas de presión negativa para cuerpos descendentes (LBNP)
- Sistemas de investigación en desarrollo de telemedicina, con software y herramientas para asistencia sanitaria a comunidades remotas
- Proyectos de teleeducación a nivel nacional e internacional

## Logros
El Centro de Microgravedad, fundado por Russomano se ha convertido en un centro de investigación reconocido internacionalmente en las Ciencias de la Vida del espacio, y pionero en Latinoamérica. Existen cooperaciones de investigación y docencia con muchos socios nacionales e internacionales, incluyendo el King's College de Londres, RU; Instituto de Medician Aeroespacial, Centro Aeroespacial Alemán, Colonia, Alemania; Asociación Griega de Medicina Aerespacial, Tesalónica Grecia; Universidad Médica de Varsovia, Polonia; Universidad de Ciencias de la Salud de Lituania; Universidad de Nueva York, EE. UU.; Sociedad Brasileña de Medicina Aeroespacial y Agencia Espacial Brasileña.
La Dra. Russomano ha producido más de 200 artículos científicos, presentado en más de cien reuniones científicas en todo el mundo, y publicado en las principales revistas científicas de su especialidad. Es reconocida internacionalmente como una destacada investigadora en el área de la Ciencia Espacial de la Vida y es miembro de numerosas asociaciones profesionales, incluyendo la Academia Internacional de Aviación y Medicina Espacial. Russomano ha sido invitado a participar en muchos grupos de estudio, incluyendo a dos grupos de trabajo patrocinados por la Fundación Rockefeller, The Bellagio Report: Cardiovascular Risks of Spaceflight: Implications for the Future of Space Travel. en 2005, y Making the eHealth Connection. en 2008. Sigue siendo hasta la fecha la única persona originaria de América Latina que posee un doctorado en Fisiología Espacial.